# Volrad Deneke
Johann Friedrich Volrad Deneke (* 8. März 1920 in Wernigerode; † 19. September 2006 in Bonn-Bad Godesberg) war ein deutscher Journalist, Soziologe und Politiker (FDP).

## Leben und Beruf
Deneke wurde als Sohn des fürstlich-stolbergischen Archivdirektors Günther Deneke und als Bruder des späteren nordrhein-westfälischen Landwirtschaftsministers Diether Deneke geboren. Nach dem Abitur 1938 am Humanistischen Gymnasium in Davos absolvierte er in Magdeburg eine Ausbildung zum Buchhändler. Zum 1. September 1939 trat Deneke in die NSDAP ein (Mitgliedsnummer 7.143.950). 1940 schloss er seine Ausbildung mit der Gehilfenprüfung ab. Anschließend studierte er Nationalökonomie und Sozialwissenschaften, war 1941/42 als Wirtschaftsjournalist tätig und arbeitete 1942/43 als Verlagsbuchhändler. 1943 wurde er zur Wehrmacht eingezogen und nahm dann bis 1945 als Soldat am Zweiten Weltkrieg teil.
Nach Kriegsende wandte Deneke sich erneut dem Journalismus zu, arbeitete von 1945 bis 1948 als freier Publizist und war von 1948 bis 1951 als Chef vom Dienst sowie als stellvertretender Chefredakteur bei den Aachener Nachrichten beschäftigt. Er war seit 1951 als Korrespondent bei verschiedenen Zeitungen in Bonn und von 1958 bis 1964 als Chefredakteur beim Deutschen Ärzteblatt tätig. Seit 1984 ging er der Tätigkeit eines freiberuflichen Fachjournalisten nach.
Nebenberuflich wirkte Deneke 1947/48 als Dozent an der Evangelischen Bibliotheksschule in Göttingen und hatte von 1961 bis 1992 eine Lehrtätigkeit an den Universitäten in Düsseldorf, Erlangen und Mainz inne, seit 1975 in der Funktion eines außerplanmäßigen Professors. 1964 war Deneke Mitbegründer des Instituts für Freie Berufe an der Universität Erlangen-Nürnberg und von 1964 bis 1976 Lehrbeauftragter für Soziologie der Freien Berufe an dieser Universität.
Er befasste sich, was auch viele Veröffentlichungen belegen, vor allem mit der Geschichte der Medizinpublizistik, des Medizinjournalismus und der Gesundheitsaufklärung. Er war von 1971 bis 1974 Hauptgeschäftsführer des Verbandes der Ärzte Deutschlands (Hartmannbund) und danach bis 1984 Hauptgeschäftsführer der Bundesärztekammer sowie des Deutschen Ärztetages. Von 1981 bis 1983 war er Direktor des Institutes für Freie Berufe der Universität Erlangen-Nürnberg. Außerdem war er Vorsitzender des Landesverbandes der Freien Berufe in Nordrhein-Westfalen, von 1984 bis 1994 dann Präsident des Bundesverbandes der Freien Berufe und anschließend dessen Ehrenpräsident.

## Politische Tätigkeit
Deneke gehörte dem Deutschen Bundestag vom 26. Juli 1963, als er für den verstorbenen Abgeordneten Ernst Keller nachrückte, bis 1965 an. Er war über die Landesliste der FDP Nordrhein-Westfalen ins Parlament eingezogen. 1969 bis 1971 war er FDP-Bundesgeschäftsführer. Deneke war von 1970 bis 1971 verantwortlicher Redakteur der freien demokratischen korrespondenz (fdk). Von 1969 bis 1977 war er Mitglied des Beirats der Friedrich-Naumann-Stiftung für die Freiheit.
Unterlagen über Denekes Tätigkeit für die FDP befinden sich im Archiv des Liberalismus der Friedrich-Naumann-Stiftung für die Freiheit in Gummersbach.

## Ehrungen
- Bundesverdienstkreuz I. Klasse, 1971
- Großes Bundesverdienstkreuz (1975) mit Stern (1986) und Schulterband (2001)
- Cavaliere Uffiziale des Verdienstordens der Republik Italien, 1980
- Ludwig-Sievers-Medaille[4]
- Verdienstorden des Landes Nordrhein-Westfalen, 1994[5]
- Ehrendoktorwürde (Dr. rer. pol. h. c.) der Universität zu Lübeck, 1996

## Schriften
- Kammern der pharmazeutischen Industrie. Selbstverwaltung der Arzneimittel herstellenden Unternehmen durch Körperschaften öffentlichen Rechts. Möglichkeiten, Nutzen, Nachteile. Deutscher Ärzte-Verlag, Köln 1990, ISBN 3-7691-0217-7.
- Berufsbild des Vermögensberaters. Entwicklung, Bedeutung und Zukunftsaussichten in einem Aufstiegsberuf. Poeschel, Stuttgart 1988, ISBN 3-7910-0436-0.
- Aspekte und Probleme der Medizinpublizistik. Bestandsaufnahmen und Analysen zur historischen und aktuellen Präsentation von Medizin in Massenmedien. Brockmeyer, Bochum 1985, ISBN 3-88339-422-X.
- Individuelle Freiheit in sozialer Sicherheit. Beiträge zur Gesundheits- und Sozialpolitik 1953–1985. Brockmeyer, Bochum 1985, ISBN 3-88339-428-9.
- Das Gesundheitswesen der ersten Hälfte des 19. Jahrhunderts im Spiegel der Amts- und Intelligenzpresse. Triltsch, Düsseldorf 1983.
- Arzt und Medizin in der Tagespublizistik des 17. und 18. Jahrhunderts, Deutscher Ärzte-Verlag, Köln/Berlin 1969.
  - Neuauflage: (= Medizinkommunikation. Bd. 4), Lit, Berlin 2010, ISBN 978-3-643-10999-6.
- Klassifizierung der freien Berufe. Statistische Erfassung und Systematik, Berufstätigkeiten und Berufsbenennungen nach der Volks- und Berufszählung von 1961. Deutscher Ärzte-Verlag, Köln/Berlin 1969.
- Gesundheitspolitik. Ihr Wesen und ihre Aufgabe in unserer Zeit. Vorwerk, Stuttgart 1957.
- Die freien Berufe. Vorwerk, Stuttgart 1956.